# Alfabet (album)
Alfabet är ett musikalbum med Anne Grete Preus, utgivet som CD 2001 av skivbolaget Warner Music Norway. Albumet återutgavs som en dubbel-LP 2010.

## Låtlista
1. "Første vers" – 1:02
2. "Amatør" – 4:10
3. "Sorte hull" – 3:48
4. "Hvor bra er jeg?" ("What Good Am I?" av Bob Dylan, norsk text: Anne Grete Preus) – 4:05
5. "Til eller fra?" – 4:58
6. "Forskjellig" – 4:33
7. "Utilsnakkelig tromme" – 3:12
8. "En kollisjon er også et møte" – 5:10
9. "Hele havet inni et lite skjell" – 4:44
10. "Usynlig krig" – 6:07
11. "Livredning" – 5:46
12. "Alfabet" – 4:53
13. "Hkh seg selv" – 1:26

- Alla låtar skrivna av Anne Grete Preus där inget annat anges.

## Medverkande
Musiker
- Anne Grete Preus – sång, gitarr
- Andreas Mjøs – vibrafon, percussion, div. instrument
- Sveinung Hovensjø – basgitarr
- Ole Ludvig Krüger – trummor, percussion
- Erik Halvorsen – piano, orgel
- Eivind Gullberg Jensen – dirigent
- Stavanger Symfoniorkester – div. instrument

Produktion
- Anne Grete Preus – musikproducent
- Yngve Sætre – ljudtekniker, musikproducent
- Hector Zazou – ljudtekniker, musikproducent
- Jørgen Træen – ljudtekniker
- Thomas Eberger – mastering